# Melchior Ludolf Herold
Pour les articles homonymes, voir Herold.

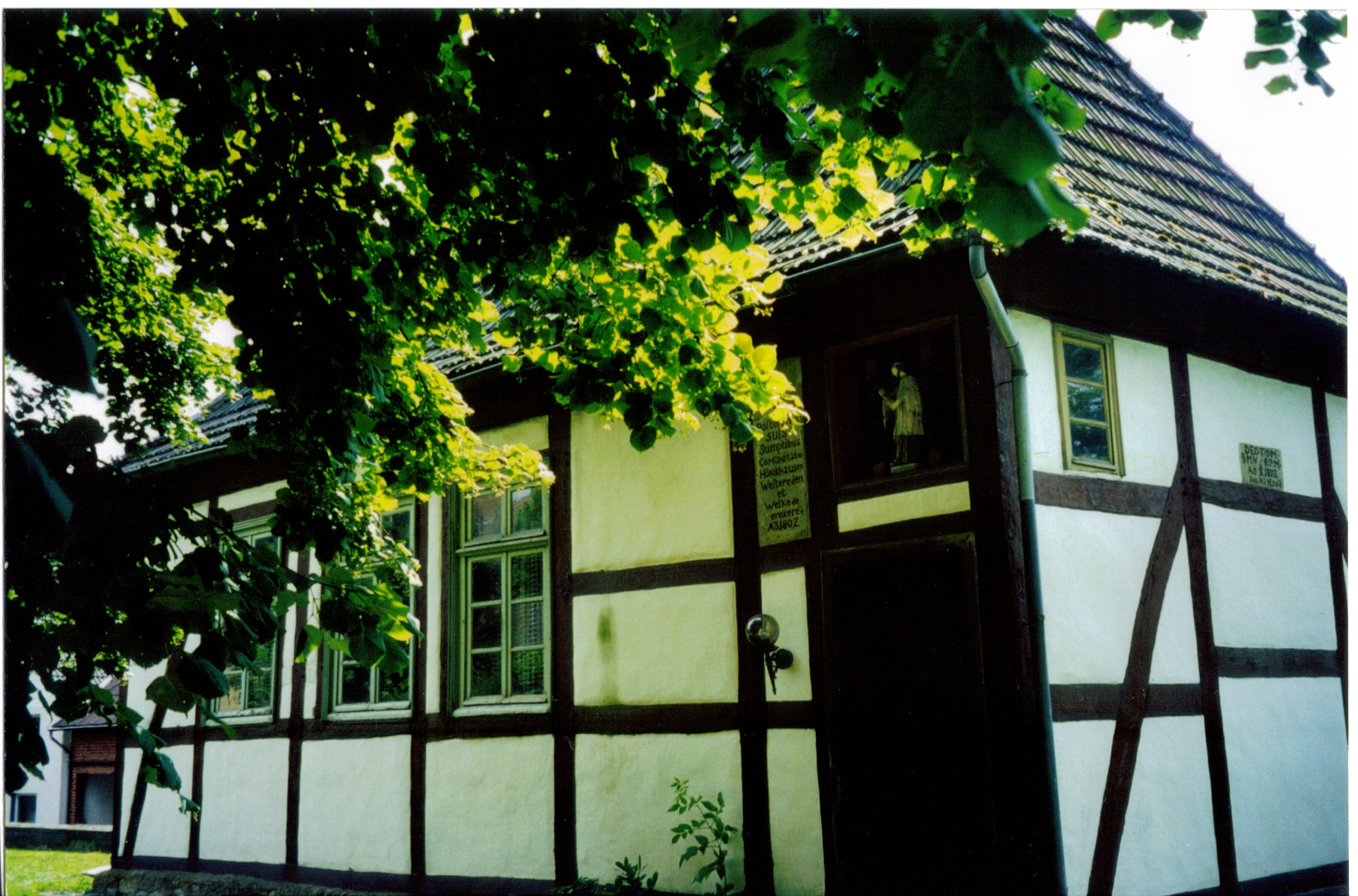
École de Hoinkhausen où enseigna Herold

Melchior Ludolf Herold (10 décembre 1753, Rüthen; 31 août 1810, Hoinkhausen) est un prêtre et compositeur de chants religieux allemand.
Troisième de sept enfants, il s'installe à l'âge de 27 ans à Hoinkhausen où il exerce en tant que prêtre et où il rénove le presbytère à ses propres frais.
Très intéressé par les questions d'enseignement, il sépare les garçons et les filles dans les écoles en 1784. En 1786, il introduit l'école industrielle (Industrieschule (de)) dans sa région. Il y avait 231 écoles Herold dans le Duché de Westphalie en 1814.
Il est victime d'un accident vasculaire cérébral en 1808 et décède deux ans plus tard.

## Œuvres
- Alles meinem Gott zu Ehren (Gotteslob no 615)

## Source de la traduction
- (de) Cet article est partiellement ou en totalité issu de l’article de Wikipédia en allemand intitulé « Melchior Ludolf Herold » (voir la liste des auteurs).